# Grand Slam (wrestling)
Nel mondo del wrestling, il Grande Slam è un riconoscimento riservato ai lottatori che hanno vinto i quattro titoli principali di una determinata federazione.
Il Grande Slam si ottiene conquistando quattro titoli, sulla falsariga di quanto accade nel golf e nel tennis: solitamente sono tre titoli riservati alla competizione singola ed uno appartenente alla categoria di coppia; da ciò ne consegue che chiunque possa fregiarsi del titolo di Grande Slam abbia necessariamente completato anche la Triple Crown (ma non viceversa).

## WWE

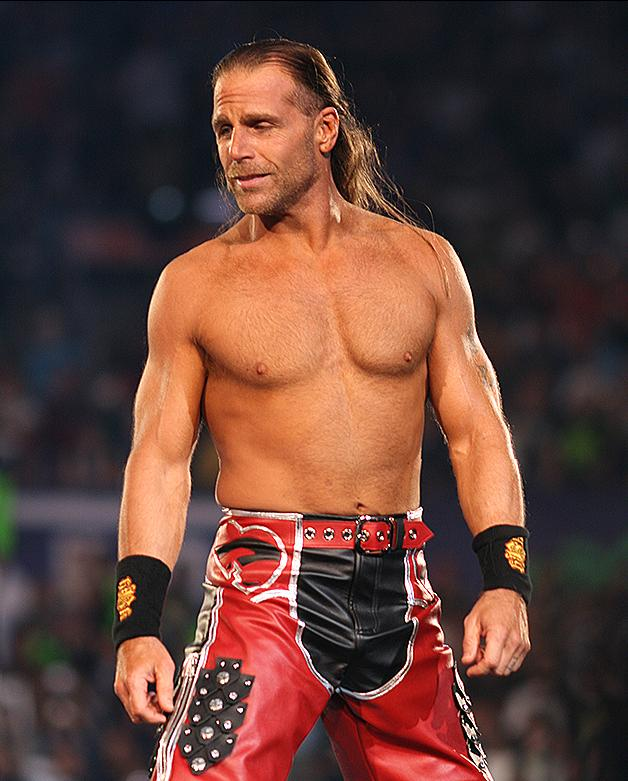
Shawn Michaels, il primo lottatore della WWE ad aver completato il Grande Slam

### Storia
In WWE un lottatore vinceva il Grande Slam dopo aver vinto il WWE Championship, il World Tag Team Championship, l'Intercontinental Championship e l'European Championship; al suo raggiungimento poteva contribuire anche la conquista del World Heavyweight Championship in sostituzione del WWE Championship, dell'Hardcore Championship al posto dell'European Championship e del WWE Tag Team Championship in favore del World Tag Team Championship.
In seguito al ritiro dell'European Championship e dell'Hardcore Championship nell'agosto del 2002, il numero di potenziali vincitori era limitato ai lottatori che avevano già conquistato almeno uno di questi due titoli in passato; tuttavia, nell'aprile del 2015, la WWE ha stabilito un nuovo formato composto dai quattro titoli attivi nella federazione durante quell'anno: il WWE World Heavyweight Championship, il WWE Tag Team Championship, l'Intercontinental Championship e lo United States Championship.
In seguito alla seconda Brand Extension, avvenuta nel luglio del 2016, la WWE ha annunciato che al raggiungimento del Grande Slam poteva contribuire anche la vittoria dell'Universal Championship in sostituzione del WWE Championship e dello SmackDown Tag Team Championship al posto del Raw Tag Team Championship; a partire dal maggio del 2023, è  stato introdotta la nuova versione del World Heavyweight Championship.

### Vincitori
| Legenda:          | Legenda:                                                                                        |
| ----------------- | ----------------------------------------------------------------------------------------------- |
| Data in grassetto | Indica la data in cui il lottatore ha completato il Grand Slam                                  |
| Data in corsivo   | Indica la data in cui il lottatore ha vinto un titolo quando aveva già completato il Grand Slam |
| Nome in grassetto | Indica un lottatore che ha completato il Grand Slam in entrambi i formati                       |
| Nome in corsivo   | Indica un lottatore che ha completato il Grand Slam per più di una volta                        |

Vecchio formato
| #   | Nome                     | Titolo di prima fascia | Titolo di prima fascia | Titolo di coppia | Titolo di coppia | Titolo di seconda fascia | Titolo di terza fascia | Titolo di terza fascia |
| #   | Nome                     | WWE                    | World Heavyweight      | WWE Tag Team     | World Tag Team   | Intercontinental         | European               | Hardcore               |
| --- | ------------------------ | ---------------------- | ---------------------- | ---------------- | ---------------- | ------------------------ | ---------------------- | ---------------------- |
| 1°  | Shawn Michaels           | 31 marzo 1996          | 17 novembre 2002       | 13 dicembre 2009 | 28 agosto 1994   | 27 ottobre 1992          | 20 settembre 1997      | —                      |
| 2°  | Triple H                 | 23 agosto 1999         | 2 settembre 2002       | 13 dicembre 2009 | 29 aprile 2001   | 21 ottobre 1996          | 11 dicembre 1997       | —                      |
| 3°  | Kane                     | 28 giugno 1998         | 18 luglio 2010         | 19 aprile 2011   | 13 luglio 1998   | 20 maggio 2001           | —                      | 1º aprile 2001         |
| 4°  | Chris Jericho            | 9 dicembre 2001        | 7 settembre 2008       | 28 giugno 2009   | 21 maggio 2001   | 12 dicembre 1999         | 2 aprile 2000          | 28 maggio 2001         |
| 5°  | Kurt Angle               | 22 ottobre 2000        | 10 gennaio 2006        | 20 ottobre 2002  | —                | 27 febbraio 2000         | 8 febbraio 2000        | 10 settembre 2001      |
| 6°  | Eddie Guerrero           | 15 febbraio 2004       | —                      | 17 novembre 2002 | —                | 4 settembre 2000         | 3 aprile 2000          | —                      |
| 7°  | Rob Van Dam              | 11 giugno 2006         | —                      | 7 dicembre 2004  | 31 marzo 2003    | 17 marzo 2002            | 22 luglio 2002         | 22 luglio 2001         |
| 8°  | Booker T                 | —                      | 23 luglio 2006         | —                | 30 ottobre 2001  | 7 luglio 2003            | —                      | 4 maggio 2002          |
| 9°  | Jeff Hardy               | 14 dicembre 2008       | 7 giugno 2009          | 2 aprile 2017    | 5 luglio 1999    | 10 aprile 2001           | 8 luglio 2002          | 12 luglio 2001         |
| 10° | John "Bradshaw" Layfield | 27 giugno 2004         | —                      | —                | 25 maggio 1999   | 9 marzo 2009             | 22 ottobre 2001        | 3 giugno 2002          |
| 11° | Christian                | —                      | 1º maggio 2011         | —                | 2 aprile 2000    | 23 settembre 2001        | 30 ottobre 2001        | 17 marzo 2002          |
| 12° | Big Show                 | 14 novembre 1999       | 18 dicembre 2011       | 26 luglio 2009   | 22 agosto 1999   | 1º aprile 2012           | —                      | 25 febbraio 2001       |

Nuovo formato
| #   | Nome           | Titolo di prima fascia | Titolo di prima fascia | Titolo di prima fascia | Titolo di coppia  | Titolo di coppia | Titolo di seconda fascia | Titolo di terza fascia |
| #   | Nome           | WWE                    | Universal              | World Heavyweight      | World Tag Team    | WWE Tag Team     | Intercontinental         | United States          |
| --- | -------------- | ---------------------- | ---------------------- | ---------------------- | ----------------- | ---------------- | ------------------------ | ---------------------- |
| 5°  | Kurt Angle     | 22 ottobre 2000        | —                      | —                      | 20 ottobre 2002   | —                | 27 febbraio 2000         | 22 ottobre 2001        |
| 6°  | Eddie Guerrero | 15 febbraio 2004       | —                      | —                      | 17 novembre 2002  | —                | 3 settembre 2000         | 27 luglio 2003         |
| 13° | Edge           | 8 gennaio 2006         | —                      | —                      | 5 novembre 2002   | —                | 24 luglio 1999           | 12 novembre 2001       |
| 12° | Big Show       | 14 novembre 1999       | —                      | —                      | 26 luglio 2009    | —                | 1º aprile 2012           | 19 ottobre 2003        |
| 14° | The Miz        | 22 novembre 2010       | —                      | —                      | 16 novembre 2007  | 27 gennaio 2019  | 23 luglio 2012           | 5 ottobre 2009         |
| 15° | Daniel Bryan   | 18 agosto 2013         | —                      | —                      | 16 settembre 2012 | 7 maggio 2019    | 29 marzo 2015            | 19 settembre 2010      |
| 4°  | Chris Jericho  | 9 dicembre 2001        | —                      | —                      | 28 giugno 2009    | —                | 12 dicembre 1999         | 9 gennaio 2017         |
| 16° | Dean Ambrose   | 19 giugno 2016         | —                      | —                      | 20 agosto 2017    | —                | 13 dicembre 2015         | 19 maggio 2013         |
| 17° | Roman Reigns   | 22 novembre 2015       | 19 agosto 2018         | —                      | 19 maggio 2013    | —                | 20 novembre 2017         | 25 settembre 2016      |
| 18° | Randy Orton    | 7 ottobre 2007         | —                      | —                      | 21 agosto 2021    | 4 dicembre 2016  | 14 dicembre 2003         | 11 marzo 2018          |
| 19° | Seth Rollins   | 29 marzo 2015          | 7 aprile 2019          | 27 maggio 2023         | 19 maggio 2013    | —                | 8 aprile 2018            | 23 agosto 2015         |
| 9°  | Jeff Hardy     | 14 dicembre 2008       | —                      | —                      | 2 aprile 2017     | 9 aprile 2019    | 10 aprile 2001           | 16 aprile 2018         |
| 20° | Kofi Kingston  | 7 aprile 2019          | —                      | —                      | 22 agosto 2011    | 23 luglio 2017   | 27 giugno 2008           | 1º giugno 2009         |
| 21° | Rey Mysterio   | 25 luglio 2011         | —                      | —                      | 5 novembre 2002   | 16 maggio 2021   | 5 aprile 2009            | 19 maggio 2019         |
| 22° | AJ Styles      | 11 settembre 2016      | —                      | —                      | 10 aprile 2021    | —                | 8 giugno 2020            | 7 luglio 2017          |
| 23° | Kevin Owens    | —                      | 29 agosto 2016         | —                      | 1º aprile 2023    | 1º aprile 2023   | 20 settembre 2015        | 2 aprile 2017          |
| 24° | Finn Bálor     | —                      | 21 agosto 2016         | —                      | 2 settembre 2023  | 2 settembre 2023 | 17 febbraio 2019         | 28 febbraio 2022       |

### Vincitrici

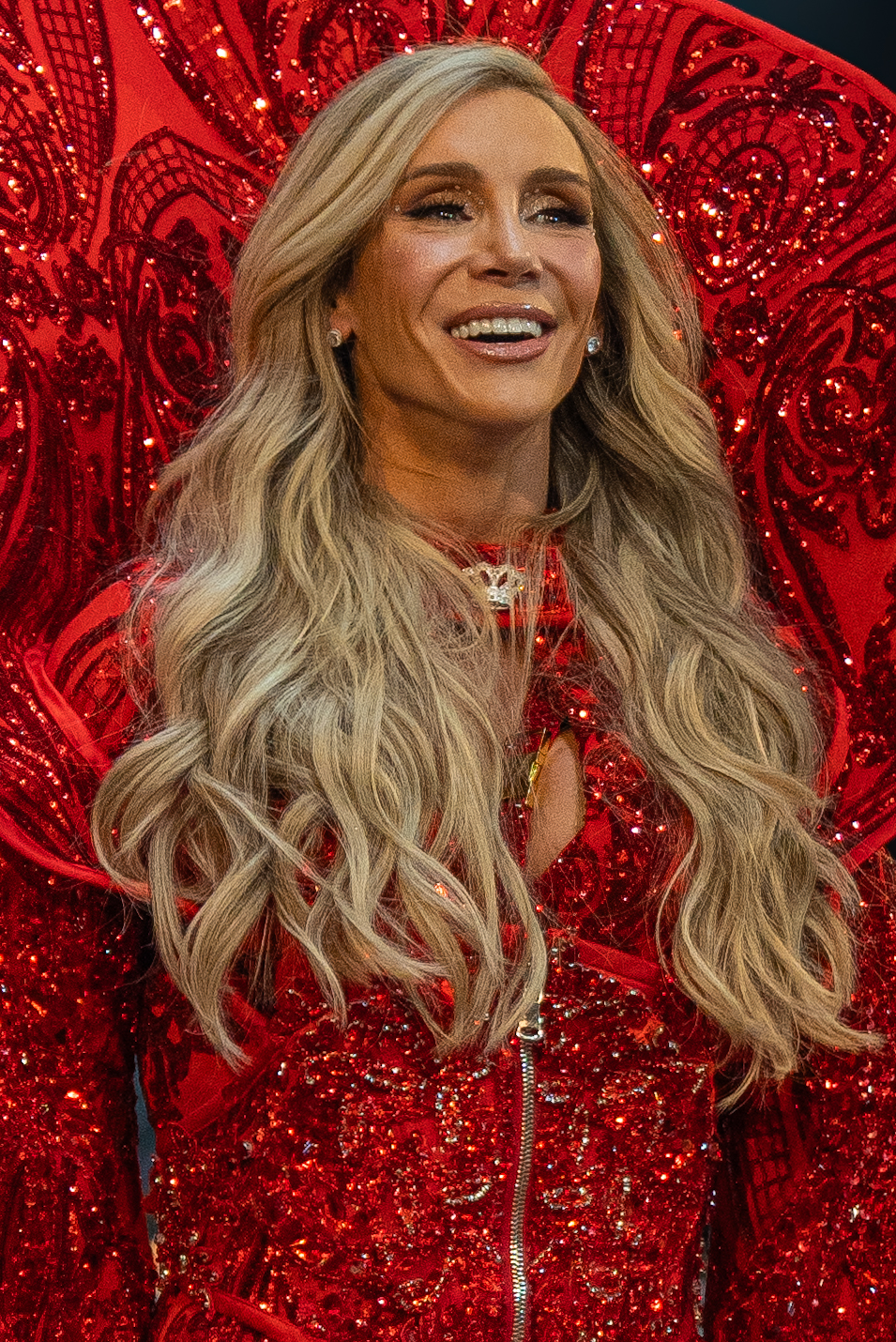
Charlotte Flair, la prima e unica 2 volte vincitrice del Grand Slam

Per le lottatrici di sesso femminile, il Grande Slam non prevede un titolo di terza fascia ma la vittoria di entrambi i titoli di prima fascia.
Charlotte Flair è la prima e unica due volte vincitrice del Grand Slam.
| #  | Nome                            | Titolo di prima fascia | Titolo di prima fascia | Titolo di coppia  | Titolo di seconda fascia |
| #  | Nome                            | WWE Women's            | Women's World          | Women's Tag Team  | NXT Women's              |
| -- | ------------------------------- | ---------------------- | ---------------------- | ----------------- | ------------------------ |
| 1ª | Bayley                          | 13 febbraio 2017       | 19 maggio 2019         | 17 febbraio 2019  | 22 agosto 2015           |
| 2ª | Asuka                           | 15 aprile 2020         | 17 dicembre 2018       | 6 ottobre 2019    | 1º aprile 2016           |
| 3ª | Sasha Banks                     | 25 luglio 2016         | 25 ottobre 2020        | 17 febbraio 2019  | 11 febbraio 2015         |
| 4ª | Charlotte Flair                 | 3 aprile 2016          | 14 novembre 2017       | 20 dicembre 2020  | 29 maggio 2014           |
| 5ª | Rhea Ripley                     | 11 aprile 2021         | 1º aprile 2023         | 20 settembre 2021 | 18 dicembre 2019         |
| 6ª | Becky Lynch                     | 7 aprile 2019          | 11 settembre 2016      | 27 febbraio 2023  | 12 settembre 2023        |
| 7ª | Iyo Sky                         | 5 agosto 2023          | 3 marzo 2025           | 12 settembre 2022 | 7 giugno 2020            |
| 8ª | Charlotte Flair (seconda volta) | 21 agosto 2016         | 19 agosto 2018         | 2 agosto 2025     | 25-26 marzo 2020         |

## AEW

### Vincitori
| Legenda:          | Legenda:                                                       |
| ----------------- | -------------------------------------------------------------- |
| Data in grassetto | Indica la data in cui il lottatore ha completato il Grand Slam |

| #  | Nome        | Titolo di prima fascia           | Titolo di coppia                   | Titolo di seconda fascia | Titolo di terza fascia | Titolo di terza fascia                                             |
| #  | Nome        | AEW World                        | World Tag Team                     | TNT                      | International          | Trios                                                              |
| -- | ----------- | -------------------------------- | ---------------------------------- | ------------------------ | ---------------------- | ------------------------------------------------------------------ |
| 1° | Kenny Omega | 2 dicembre 2020-13 novembre 2021 | 21 gennaio 2020 - 5 settembre 2020 | —                        | 9 marzo 2025           | 4 settembre 2022 - 7 settembre 2022 ; 11 gennaio 2023 5 marzo 2023 |

## TNA

### Vincitori
| Legenda:          | Legenda:                                                                                         |
| ----------------- | ------------------------------------------------------------------------------------------------ |
| Data in grassetto | Indica la data in cui il lottatore ha completato il Grand Slam                                   |
| Data in corsivo   | Indica una data in cui il lottatore ha vinto un titolo quando aveva già completato il Grand Slam |

| #  | Nome         | Titolo di prima fascia | Titolo di prima fascia | Titolo di coppia  | Titolo di coppia   | Titolo di seconda fascia | Titolo di terza fascia | Titolo di terza fascia |
| #  | Nome         | TNA World              | World Heavyweight      | World Tag Team    | NWA World Tag Team | X Division               | Television             | Grand                  |
| -- | ------------ | ---------------------- | ---------------------- | ----------------- | ------------------ | ------------------------ | ---------------------- | ---------------------- |
| 1° | A.J. Styles  | 20 settembre 2009      | 11 giugno 2003         | 14 ottobre 2007   | 3 luglio 2002      | 19 giugno 2002           | 15 marzo 2009          | —                      |
| 2° | Abyss        | —                      | 19 novembre 2006       | 19 settembre 2014 | 4 febbraio 2004    | 16 maggio 2011           | 9 gennaio 2011         | —                      |
| 3° | Samoa Joe    | 13 aprile 2008         | —                      | 15 luglio 2007    | —                  | 11 dicembre 2005         | 27 settembre 2012      | —                      |
| 4° | Eric Young   | 10 aprile 2014         | —                      | 4 maggio 2010     | 12 ottobre 2004    | 7 dicembre 2008          | 18 ottobre 2009        | —                      |
| 5° | Austin Aries | 8 luglio 2012          | —                      | 25 gennaio 2013   | —                  | 11 settembre 2011        | —                      | 14 gennaio 2018        |

## ROH

### Vincitori
| Legenda:          | Legenda:                                                       |
| ----------------- | -------------------------------------------------------------- |
| Data in grassetto | Indica la data in cui il lottatore ha completato il Grand Slam |

| #  | Nome                | Titolo di prima fascia | Titolo di coppia  | Titolo di trio  | Titolo di seconda fascia | Titolo di seconda fascia |
| #  | Nome                | ROH World              | World Tag Team    | World Six-Man   | World Television         | World Pure               |
| -- | ------------------- | ---------------------- | ----------------- | --------------- | ------------------------ | ------------------------ |
| 1° | Christopher Daniels | 10 marzo 2017          | 21 settembre 2002 | 9 marzo 2018    | 10 dicembre 2010         | —                        |
| 2° | Matt Taven          | 6 aprile 2019          | 18 settembre 2015 | 2 dicembre 2016 | 2 marzo 2013             | —                        |
| 3° | Jay Lethal          | 19 giugno 2015         | 13 dicembre 2019  | —               | 13 agosto 2011           | 5 marzo 2005             |